# Petar Bošnjak (vikar Bosanske vikarije)
Fra Petar Bošnjak, OFM, trideset i sedmi vikar vikar Bosanske vikarije i trideset i deveti vikar Bosanske vikarije, ali onda pod imenom Bosne Srebrene. Na mjestu vikara u prvom mandatu vjerojatno je naslijedio fra Ivana Hrvata. Dužnost je obnašao u prvom mandatu od 1504. do 1513. godine i naslijedio ga je fra Ante Jezerčić. U drugom mandatu dužnost je obnašao od 1514. do 1517. godine. Nakon toga više nije bilo Bosanske vikarije. Vjerojatno je bio prvi provincijal Bosne Srebrene, a dužnost je vjerojatno obnašao od 1517. do 1520. godine. Naslijedio ga je fra Stjepan Vučilić.